# Kenmore Manufacturing Company
Kenmore Manufacturing Company war ein US-amerikanischer Hersteller von Automobilen.

## Unternehmensgeschichte
Die Brüder F. A. und J. D. Meidinger gründeten 1910 das Unternehmen. Der Sitz war in Chicago in Illinois. Sie begannen mit der Produktion von Automobilen. Der Markenname lautete Kenmore. 1912 endete die Produktion.
Sears übernahm das Unternehmen und verwendete den Markennamen für andere Dinge.

## Fahrzeuge
Die Fahrzeuge ähnelten in gewisser Weise den Highwheelern jener Zeit. Reifengröße und Luftreifen entsprachen allerdings gewöhnlichen Fahrzeugen. Die ersten Fahrzeuge hatten ein Zweigang-Planetengetriebe, das 1911 durch ein gewöhnliches Getriebe mit drei Gängen abgelöst wurde.
1910 gab es das Model A mit einem Zweizylindermotor und 14 PS Leistung. Der Radstand betrug 208 cm. Aufbauten waren ein zweisitziger Runabout und ein dreisitziger Roadster. Das Model B hatte einen stärkeren Zweizylindermotor mit 18 PS Leistung, aber den gleichen Radstand. Es war als Roadster mit drei Sitzen und als Surrey mit vier Sitzen erhältlich.
1911 blieben die Motoren unverändert. Der Radstand wurde auf 221 cm verlängert. Das Model A war als Runabout  mit zwei und mit drei Sitzen karosseriert. Das Model C gab es als Surrey mit vier Sitzen und als Roadster mit zwei Sitzen. Neu erschien das Model 30. Es hatte einen Vierzylindermotor mit 30 PS Leistung. Das Fahrgestell hatte 290 cm Radstand. Der Aufbau war ein Tourenwagen mit fünf Sitzen.
1912 standen zwei Modelle im Sortiment. Das Model C hatte einen Zweizylindermotor, der mit 16/18 PS angegeben war. Der Radstand betrug 254 cm. Überliefert sind Runabout, Roadster und Tourabout. Das Model D hatte einen Vierzylindermotor mit 20 PS Leistung und den gleichen Radstand. Zur Wahl stand neben Runabout und Roadster ein Tourenwagen.

## Modellübersicht
| Jahr | Modell   | Zylinder | Leistung (PS) | Radstand (cm) | Aufbau                               |
| ---- | -------- | -------- | ------------- | ------------- | ------------------------------------ |
| 1910 | Model A  | 2        | 14            | 208           | Runabout 2-sitzig, Roadster 3-sitzig |
| 1910 | Model B  | 2        | 18            | 208           | Roadster 3-sitzig, Surrey 4-sitzig   |
| 1911 | Model A  | 2        | 14            | 221           | Runabout 2-sitzig und 3-sitzig       |
| 1911 | Model C  | 2        | 18            | 221           | Surrey 4-sitzig, Roadster 2-sitzig   |
| 1911 | Model 30 | 4        | 30            | 290           | Tourenwagen 5-sitzig                 |
| 1912 | Model C  | 2        | 16/18         | 254           | Runabout, Roadster, Tourabout        |
| 1912 | Model D  | 4        | 20            | 254           | Runabout, Roadster, Tourenwagen      |